# Jagaraga Indah
Jagaraga Indah is een bestuurslaag in het regentschap West-Lombok van de provincie West-Nusa Tenggara, Indonesië. Jagaraga Indah telt 5030 inwoners (volkstelling 2010).